# トップ・ギア USA
『トップ・ギア USA』（原題：Top Gear ）は、同名のBBCによって制作されているトップ・ギアを基にした自動車番組である。イギリス版のトップ・ギアは1977年からイギリスBBCで放送されており、トップ・ギア USAはそのアメリカ版として2010年から放送され、アメリカでは2010年11月21日以来、2016年4月26日までにシーズン6まで制作されている。日本ではナショナルジオグラフィックチャンネルにてシーズン5まで放送されている。

## 出演者
- タナー・ファウスト（Tanner Foust）

プロのレーシングドライバーである。
- ラトリッジ・ウッド（Rutledge Wood）

自動車アナリスト。
- アダム・フェラーラ（Adam Ferrara）

コメディアンで俳優。

## 放送内容

### シーズン1
| 回数 | タイトル                                   | 原題                      |
| ---- | ------------------------------------------ | ------------------------- |
| 1    | ランボルギーニ 夢の3台そろい踏み           | Cobra Attack              |
| 2    | ドリフト・キングの挑戦！                   | Blind Draft               |
| 3    | 空飛ぶキャデラック                         | Flying Coupe Deville      |
| 4    | 地上最強のピックアップ 荒野を疾走          | Halo vs Velociraptor      |
| 5    | GMの名車はどれだ？                         | Beater Boot Camp          |
| 6    | ボートVS飛行機VSロータス!?                 | Fast in Florida           |
| 7    | ３つの顔を持つスポーツカーって？           | Used Car Salesman         |
| 8    | 中距離移動の頂上決戦                       | Car vs Plane              |
| 9    | アラスカ･スペシャル 米国最強のトラックは？ | America’s Toughest Trucks |
| 10   | 面白さ凝縮！シーズン１名場面集             | Best of Series 1          |